# Harriet van Ettekoven
Harriet van Ettekoven (Zandvoort, 6 de enero de 1961) es una deportista neerlandesa que compitió en remo. Participó en tres Juegos Olímpicos de Verano entre los años 1984 y 1992, obteniendo una medalla de bronce en Los Ángeles 1984 en la prueba de ocho con timonel.

## Palmarés internacional
| Juegos Olímpicos | Juegos Olímpicos             | Juegos Olímpicos  | Juegos Olímpicos |
| Año              | Lugar                        | Medalla           | Prueba           |
| ---------------- | ---------------------------- | ----------------- | ---------------- |
| 1984             | Los Ángeles (Estados Unidos) | Medalla de bronce | Ocho con timonel |